# Военная академия Императорского флота Японии
Военная академия Императорского флота Японии (яп. 海軍兵学校 Кайгун хэйгакко:) — главное высшее учебное заведение по подготовке офицеров Императорского флота Японии. Изначально находилась в Нагасаки, в 1866 году была перемещена в Иокогаму, в 1869 году — в Цукидзи (Токио), в 1888 — в Этадзиму.
Курсанты учились в Академии от 3 до 4 лет, и по окончании становились мичманами (яп. 兵曹長 хэйсо:тё:); после некоторого периода активной службы и совершения кругосветного плавания они становились младшими лейтенантами (яп. 少尉 сё:и).
В 1943 году в Ивакуни была открыта отдельная школа морской авиации, в 1944 году ещё одна школа морской авиации была открыта в Майдзуру.
В 1945 году, в связи с ликвидацией Императорского флота, Академия была закрыта. В настоящее время на её территории размещается школа для кандидатов на офицерские звания Морских сил самообороны.